# Darwinhydrus solidus
Darwinhydrus solidus är en skalbaggsart som beskrevs av Sharp 1882. Darwinhydrus solidus ingår i släktet Darwinhydrus och familjen dykare. Inga underarter finns listade i Catalogue of Life.